# Jennifer Cramer
Jennifer Cramer (Frankenberg, 24 febbraio 1993) è una calciatrice tedesca, centrocampista del Turbine Potsdam.
In carriera vanta 23 presenze nella nazionale tedesca con la quale ha conseguito la vittoria nell'Europeo di Svezia 2013

## Palmarès

### Club
- Campionato tedesco: 2

Turbine Potsdam: 2010-2011, 2011-2012
- Campionato tedesco di seconda divisione: 1

Turbine Potsdam: 2023-2024

### Nazionale
- Campionato d'Europa: 1

Germania 2013
- Campionato d'Europa under 17: 1

Svizzera 2009
- Campionato d'Europa under 19: 1

Italia 2011
- Algarve Cup: 1

2014